# Craigie
Craigie är en ort i Australien. Den ligger i kommunen Bombala och delstaten New South Wales, i den sydöstra delen av landet, omkring 410 kilometer sydväst om delstatshuvudstaden Sydney. Orten hade 26 invånare år 2016.
Närmaste större samhälle är Delegate, omkring 11 kilometer nordväst om Craigie.